# منيرة عبده
الشيخة منيرة عبده البقري (1902 - 16 مارس 1972) هي قارئة قرآن مصرية.

## حياتها ونشأتها
وُلدت منيرة عبده البقري بحي السيدة الزينب بالقاهرة في سنة 1902، تُعد من أشهر مقرات القرآن في مصر خلال حقبة العشرينيات من القرن 20، قرأت القرآن لأول مرة أمام الجمهور سنة 1920، حيث كانت فتاة صغيرة في الثامنة عشرة من عُمرها، وكانت نحيفة وضعيفة وكفيفة، عاشت بحارة منيرة بمنطقة السيدة زينب والتي حملت أسمها تعظيما لها بعد ذلك بسنوات.

## مسيرتها
- بدأت مقرئه للقرآن في المآتم وهي بعمر الثامنة عشرة.[9]

- أحدث ظهور منيرة عبده ضجة كبرى في زمانها، ولم يمض وقت طويل حتى أصبحت ندًا للمشايخ الكبار[10]، وذاع صيتها خارج مصر، وتهافتت عليها جميع إذاعات مصر الأهلية قبل إنشاء الإذاعة المصرية[11] عام 1932.[12]

- تلقت سنة 1925عرضًا من أحد أثرياء تونس، لإحياء ليالي شهر رمضان في قصره بصفاقس بأجر بلغ ألف جنيه[13]، ولكن الظروف حالت دون سفرها، فحضر الثرى التونسي إلى القاهرة ليستمع إليها.[14]

- تعتبر أول سيدة كفيفة يتم اعتمادها لتلاوة القرآن الكريم بالإذاعة المصرية عند افتتاحها عام 1934، وزادت شهرتها وكانت تُدعى للقراءة في المناسبات والمعزاءات للنساء، عندما كانت تقام سرادقات عزاء للنساء في ساحات البيوت.[8]
- سجلت بصوتها لإذاعتي باريس ولندن.

- أذيعت التلاوة الأولى لمنيرة عبده عند افتتاح البث الإذاعي في العاشرة من صباح الأحد 5 إبريل عام 1936[15]، والتعاقد معها بنصف أجر الشيخ محمد رفعت، خمسة جنيهات شهريًا.[16]

- ظلت الشيخة تقدم التلاوات المتميزة في الإذاعة، بالإضافة إلى الابتهالات والتواشيح الدينية ما بين 1920 إلى 1936 قبيل الحرب العالمية الثانية.[17]

- منعت من الظهور في الاذاعة بعد فتوى الأزهر بتحريم تلاوة المرأة للقرآن[18]، بدعوى أن صوت المرأة عورة، ومنعت الإذاعة عن بث تلاوات قرآنية لمنيرة، وظلت في بيتها حتى وفتها.[14]

## وفاتها
توفيت يوم الخميس 1 صفر 1392 ه‍ـ الموافق 16 مارس 1972، في منزلها بحي السيدة زينب، ودفنت بمقابر البساتين.